# 智頭郵便局
智頭郵便局（ちずゆうびんきょく）は、鳥取県八頭郡智頭町にある郵便局。民営化前の分類では集配特定郵便局であった。
郵便局名および近くを走るJR因美線・智頭急行智頭線の駅名の読みは「ちず」だが、町名および地名は「ちづ」と読む。

## 概要
住所：〒689-1499 鳥取県八頭郡智頭町智頭京免1539-1

## 沿革
- 1872年8月4日（明治5年7月1日） - 智頭郵便取扱所として開設[1]。
- 1875年（明治8年）1月1日 - 智頭郵便局となる。
- 1984年（昭和59年）7月9日 - 山形郵便局から集配業務を移管。
- 2007年（平成19年）10月1日 - 民営化に伴い、併設された郵便事業鳥取支店智頭集配センターに一部業務を移管。
- 2012年（平成24年）10月1日 - 日本郵便株式会社発足に伴い、郵便事業鳥取支店智頭集配センターを智頭郵便局に統合。

## 取扱内容
- 郵便、印紙、ゆうパック、内容証明
- 貯金、為替、振替、振込、国債
- 生命保険、バイク自賠責保険
- ゆうちょ銀行ATM
- 「689-14xx」区域（智頭町内の全域）の集配業務

## 周辺
- JR因美線・智頭急行智頭線 智頭駅
- 智頭町役場

## アクセス
- JR因美線・智頭急行智頭線 智頭駅から徒歩約3分
- 日ノ丸バス・智頭町民すぎっ子バス 河原町停留所
- 国道53号・岡山県道・鳥取県道6号津山智頭八東線 智頭郵便局交差点
- 駐車場あり：3台